# Reichskommissariat für die Festigung des deutschen Volkstums
Het Hauptamt Reichskommissariat für die Festigung Deutschen Volkstums (RKFDV) was een hoofdbureau van de SS dat, net als de VoMi verantwoordelijk was voor de hervestiging van etnische Duitsers (Volksduitsers) in het Derde Rijk. Het Hauptamt RKFDV had als hoofdtaak het beschermen en handhaven van raciale standaards en de uitbreiding van het Germaanse ras.
In de rijksgouwen Wartheland en Danzig-West-Pruisen vonden de eerste grote hervestigingsoperaties plaats. De niet-Germaanse bewoners werden gedeporteerd naar het oostelijke deel Polen en hun plaats werd ingenomen door de Volksduitsers.
Het hoofdbureau werd in 1939 opgericht en stond aanvankelijk onder leiding van Reichsführer-SS Heinrich Himmler. Himmler bekleedde deze functie tot 6 november 1941, waarna de leiding werd overgedragen aan SS-Obergruppenführer Ulrich Greifelt.

## Organisatie
Vanaf juli 1941 bestond het RKFDV uit de volgende elf bureaus  (Duits Ämter), gegroepeerd in Amtsgruppen:
- Amtsgruppe A (Afdelingsgroep A) - SS-Oberführer Rudolf Creutz (11 juni 1941 - )
  - Amt Z - Zentralamt (Centraal kantoor) - SS-Oberführer Ulrich Greifelt (7 oktober 1939 - 8 mei 1945[4]) en plaatsvervangend leider Rudolf Creutz
  - Amt I - Umsiedlung und Volkstum (Hervestiging en Volkseigen)
  - Amt II - Arbeitseinsatz (Arbeidsinzet) - SS-Oberführer Kurt Hintze[5] (1 april 1941 - 8 april 1944[6]), Rudolf Creutz (10 oktober 1943 - 8 mei 1945[7])
  - Dienststelle des Beauftragten des RKF - SS-Standartenführer Herbert Hübner

- Amtsgruppe B (Afdelingsgroep B) -
  - Amt III - Wirtschaft (Economie) -
  - Amt IV - Landwirtschaft (Landbouw) - SS-Obersturmbannführer Konrad Meyer
  - Amt V - Finanzverwaltung (Financieel beheer) - SS-Oberführer Otto Schwarzenberger

- Amtsgruppe C (Afdelingsgroep C) - SS-Oberführer Konrad Meyer
  - Amt VI - Planung (Planning) - SS-Oberführer Konrad Meyer (1939)
  - Amt VII - Bauten (Bouwen) -
  - Amt VIII - Zentralbodenamt (Centraal bodemambt) - SS-Gruppenführer Wilhelm von Holzschuher, SS-Obersturmbannführer Heinrich Mundt